# 大衛·米勒 (程式員)
大衛·史提芬·米勒（英語：David Stephen Miller，1974年11月26日—），網路暱稱為 DaveM，生於美國新澤西州新布朗斯維克，著名程式員與駭客，負責Linux核心網路功能以及SPARC平台的實作。他也參與其他開源軟體的開發，是GCC督導委員會的成員之一。

## 生平
根據2013年8月的統計，米勒是Linux核心原始碼第二大的貢獻者，自2005年開始，已經提交過4989個patch。

## 外部連結
- 大衛·米勒的 Linux網路首頁* （页面存档备份，存于）